# Badidae
Badidae är en familj av fiskar som ingår i ordningen abborrartade fiskar (Perciformes). Enligt Catalogue of Life omfattar familjen Badidae 18 arter.
Arterna förekommer i stora floder som Ganges och Brahmaputra i Indien, Nepal och Bangladesh.
Släkten enligt Catalogue of Life:
- Badis, med 15 arter.
- Dario, med 6 arter.

## Bildgalleri

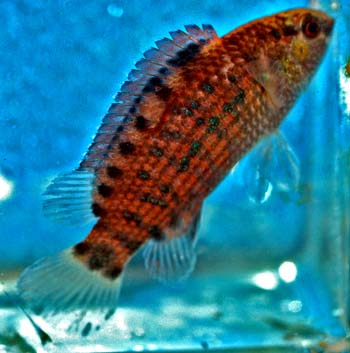
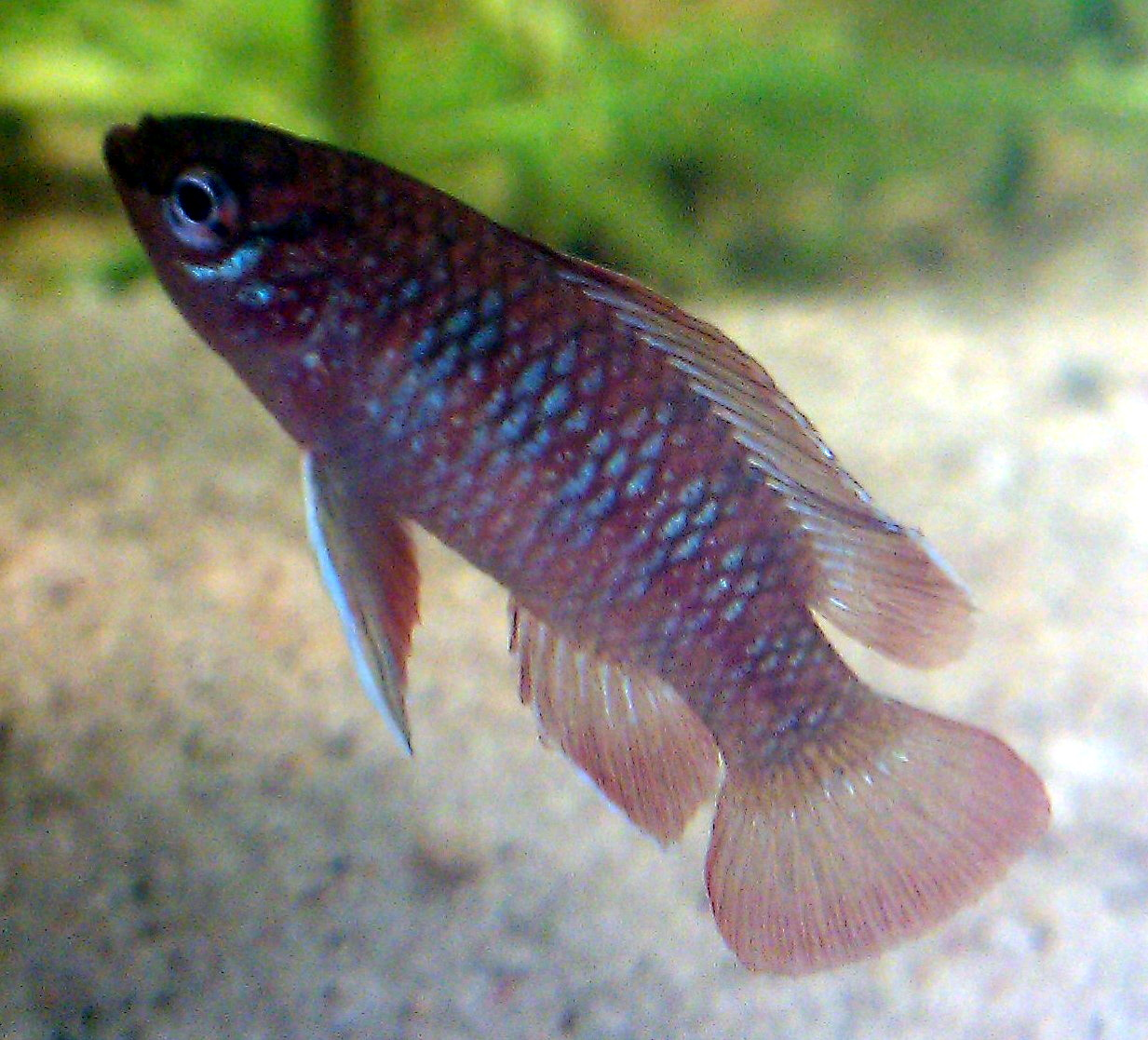